# Fear Effect
Fear Effect est un jeu vidéo d'action-aventure développé par Kronos Digital Entertainment (en) et édité par Eidos Interactive en 2000 sur PlayStation. Le joueur incarne trois mercenaires : Hana, Deke et Glas. Ce jeu arbore un style graphique particulier pour l'époque, typé manga — style qui n'est pas à proprement parler du cel-shading puisque la palette de couleurs réduite utilisée pour le jeu est liée aux textures (fixes) et non à l'éclairage dynamique. Il comporte de nombreuses phases d'action et de réflexion, qui s'enchaînent dans une ambiance cinématographique.
Un an après sa sortie, Fear Effect sera suivi d'un deuxième épisode Fear Effect 2: Retro Helix, racontant le passé des trois héros.
Eidos Annoncera par la suite un troisième épisode à venir sur Playstation 2, nommé Fear Effect: Inferno. Quelques images seront d'ailleurs montrées à l'occasion de cette annonce ; c'est tout ce qui subsiste de cette suite puisque le jeu a été annulé.
En 2016, alors que le studio à l'origine de la série Fear Effect n'existe plus depuis 2002, Sushee, un studio indépendant français basé à Lannion en Bretagne, décide de faire une suite et lança une campagne Kickstarter avec l'accord de Square-Enix, désormais propriétaire de la licence depuis le rachat de Eidos en 2009. Baptisé Fear Effet Sedna, le jeu sera disponible le 6 mars 2018 sur PC, Playstation 4, Xbox One et Nintendo Switch.

## Histoire
Lorsque la fille d'un puissant homme d'affaires chinois disparaît dans le dangereux protectorat hédoniste de Shan Xi dans des circonstances mystérieuses, une équipe de mercenaires, Hana, Glas et Deke, est engagée pour s'infiltrer dans la ville et tenter de la retrouver en échange d'une prime extrêmement motivante.

## Système de jeu
Le jeu se déroule sous forme de tableaux (la caméra est fixe et cadre la scène à la manière d'un film) où le joueur se déplace selon un chemin prédéfini, à la manière de Resident Evil.
Chacun des personnages jouables, 3 au total, possède son propre inventaire, avec notamment un stock de munitions plus que limité. Par ailleurs, la visée des armes se verrouille automatiquement sur les ennemis, et si le joueur porte deux armes à la fois, il peut viser simultanément deux assaillants.
Dans le jeu, la vie est représentée par un électrocardiogramme symbolisant le pouls du personnage : plus il est élevé, plus sa fin est proche. Si cela se produit, le jeu reprend au dernier point de sauvegarde.
De nombreuses énigmes sont présentes pour pimenter l'aventure : désamorcer une bombe, ouvrir un coffre. La solution de la plupart d'entre elles se trouve sur ou dans les éléments du décor.
Chacun des quatre CD du jeu correspond à quatre environnements bien différents.

## Développement
Le 22 avril 1999, Eidos dévoile le jeu à la presse dans ses locaux de San Francisco. Il porte alors le titre Fear Factor,.